# Pietro Ermini
Pietro Ermini, né à Arezzo en 1774 et mort en 1850, est un peintre et graveur italien actif à Florence.

## Biographie
Pietro Ermini est né à Arezzo où le mathématicien-architecte Angiolo De' Giudici lui obtient une bourse et convainct ses parents de l'envoyer à Florence pour étudier à l'Académie des Beaux-Arts sous la direction de Pietro Petroni. L'un de ses camarades de classe est Pietro Benvenuti.
En 1833, il devient presque aveugle, et bien que sa vue se soit améliorée par la chirurgie, il est contraint d'abandonner sa carrière. Pietro Ermini est connu pour ses gravures détaillées d'œuvres classiques exposées dans les galeries florentines.

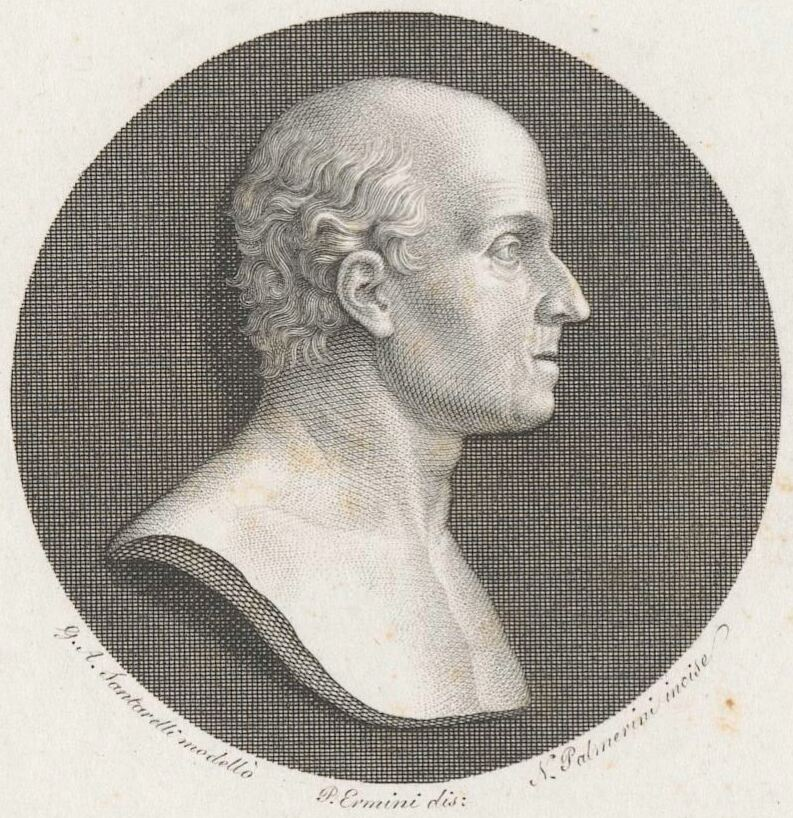
Portrait du juriste Giuseppe Bencivenni Pelli, gravé par Nicolò Palmerini d'après un dessin d'Ermini, d'après Giovanni Antonio Santarelli.

Il est également connu pour un portrait de la princesse Grimaldi, daté 1804, et un portrait de Léopold II, grand-Duc de Toscane.
L'un de ses élèves à l'Académie est Giuseppe Angelelli.